# 1.22.03.Acoustic
1.22.03.Acoustic is een live-ep van de Amerikaanse poprockband Maroon 5. De titel komt van de opnamedatum van het album in de Hit Factory in New York. Het bevat akoestische versies van een selectie van de nummers die op Songs About Jane staan. Het album bevat ook twee covers, "If I Fell" is origineel van The Beatles en "Highway to Hell" is oorspronkelijk van AC/DC. Op het laatste nummer speelde zanger Adam Levine op de drums en drummer Ryan Dusick nam de vocalen voor zijn rekening.

## Tracklist
1. This Love - 4:15
2. Sunday Morning - 4:14
3. She Will Be Loved - 4:36
4. Harder to Breathe - 3:09
5. The Sun - 5:18
6. If I Fell - 3:23
7. Highway to Hell - 4:30